# Jung Ho-yeon
Jung Ho-yeon (koreanska: 정호연), även känd som Hoyeon Jung, född 23 juni 1994 i Myeonmok-dong i Seoul, är en sydkoreansk modell och skådespelare. Hon är känd för att ha spelat rollen som Kang Sae-byeok, en av huvudrollerna i Netflix-serien Squid Game från 2021. För rollen har hon vunnit två Screen Actors Guild Award för "bästa kvinnliga skådespelare i en dramaserie" och för "bästa rollbesättning i en dramaserie".

## Filmografi (i urval)
- 2021 – Squid Game (TV-serie)
- 2024 – Chicken Nugget (TV-serie)